# Центр Анни Київської
Центр Анни Київської (фр. Centre Anne de Kyiv) — це неурядова організація, що її діяльність спрямована на здійснення культурного діалогу України та Європи; майданчик для підтримки української діаспори, збереження української історії та поширення української культури. Центр реалізує культурні, мистецькі, наукові й просвітницькі проєкти, використовуючи формат резиденцій, конференцій, дискусій, експозицій тощо. 
Центр знаходиться в церкві Бориса і Гліба в місті Санліс, департамент Уаза, неподалік від Парижу. Названий на честь Анни Київської (Ярославни), королеви Франції з роду Ярославичів. Заснований у 2013 році представницями української діаспори Вікторією Делленжер і Анною Кантер за підтримки українських громад і бізнесу Франції, США й Канади та під патронатом Бориса Ґудзяка, тоді правлячого єпископа Єпархії Святого Володимира Великого для українців візантійського обряду. 
Міжнародну раду Центру Анни Київської очолює Борис Ґудзяк. 

## Створення Центру
У вересні 2013 року Єпархія святого Володимира в Парижі, єпископом якої тоді був Борис (Ґудзяк), президент Українського Католицького Університету, придбала приміщення колишньої церкви благодійної лікарні в Санлісі. 
З листопада 2013 церква функціонує як храм УГКЦ, при якому діє культурний центр, що представляє українську культуру. Його співзасновниками під покровительством Бориса Ґудзяка були культурні діячки Анна Кантер і Вікторія Гринчишин, а також юрист Стефан Дуніковський і отець Михайло Романюк. Властиво їм належить ідея фундації українського осередку культурної дипломатії у Франції.  

#### Анна Київська, патронка Центру

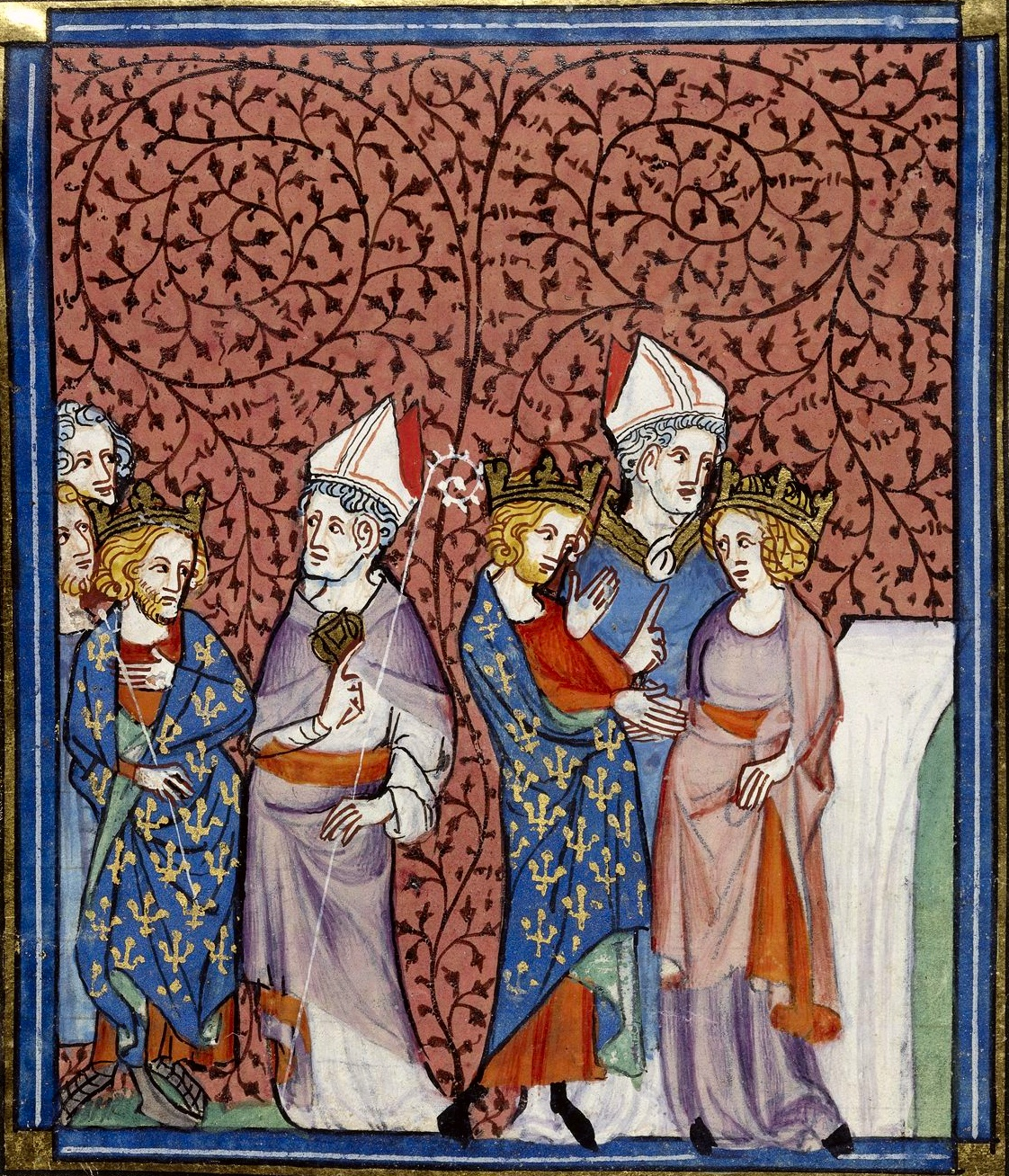
Шлюб Анни й Генріха (мініатюра «Хроніки Сен-Дені», ХІV ст.)

Історик Філіпп Делорм, дослідник життя й діяльности Анни Київської, зауважив, що нам у житті потрібні орієнтири, й властиво Анна Київська, на думку науковця, є прикладом наснажливого лідерства (англ. inspirational leadership). Королівське містечко й постать Анни Київської притягують до себе туристів та ентузіастів із усього світу.
Центр Анни Київської розташований поруч із абатством святого Венсана, що його в 1060 році заснувала Анна, донька князя України-Руси Ярослава Мудрого, племінниця перших українських святих Бориса й Гліба (ім'я яких носить церква, де розташований Центр), онучка Володимира Великого, хрестителя України, королева Франції в 1051—1060 роках. Саме в цьому місті вона мешкала після смерти свого чоловіка, Генріха I, і поруч з абатством їй спорудили пам'ятник. Підпис королеви Анни — одна з найдавніших знахідок руської, тобто давньоукраїнської писемности, що дійшли до нас.

#### ПідтримкадіяльностиЦентру
Певний час задля підтримки діяльности Центру Анни Київської триватиме кампанія за назвою «Анна Київська — нове тисячоліття».Заходи на підтримку Центру в рамках цієї компанії відбувалися вже двічі, у 2018 й 2019 роках. У них брали участь українські й міжнародні жертводавці. З цією метою відбувся також фандрейзинговий бенкет у Торонто. 

## Діяльність центру

#### Стратегія розвитку
Центр Анни Київської ставить за мету зберігати спільну для європейських держав (зокрема, України й Франції) історію та розповідати про неї, стати платформою для співпраці українських, французьких і міжнародних істориків,  митців, філософів, політиків, людей бізнесу і духовних діячів. 

#### Заходи
Дні Анни Київської — це одна з численних культурних подій у Центрі, присвячених французько-українським відносинам. Вони проводяться в Центрі Анни Київської та в абатстві Святого Венсана. У ці дні до Санліса з'їжджаються друзі центру й делегати з різних країн, зокрема з Канади, США та України. 

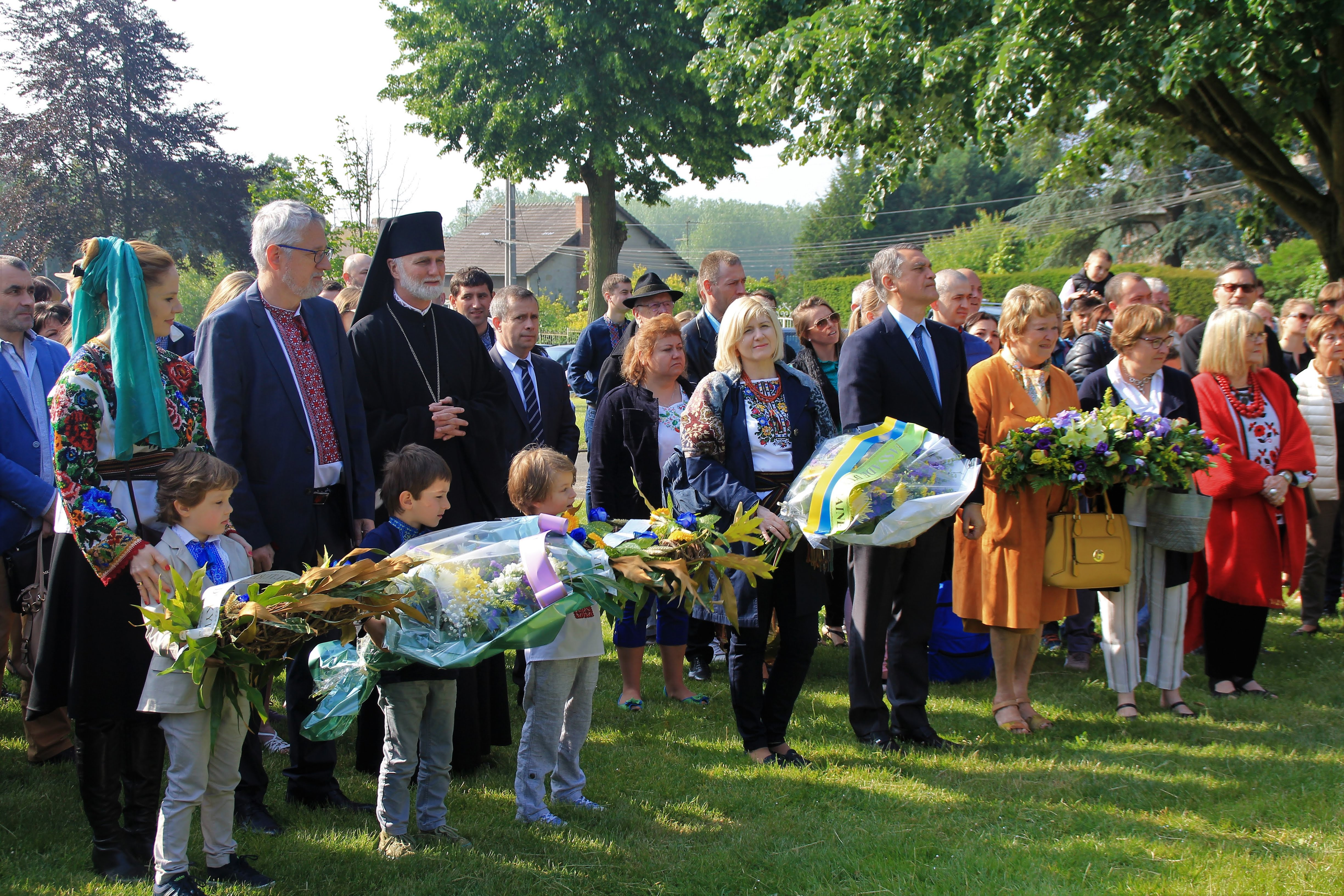
Святкування Дня Анни Київської в Санлісі

26 червня 2017 року, під час робочої поїздки до Французької Республіки Президент Петро Порошенко відвідав місто Санліс, де зустрівся з українською громадою Франції, відвідав абатство Святого Венсана й ознайомився з роботою Центру Анни Київської.
Щороку в листопаді громада українців проводить дні пам'яті, зокрема, молебень за загиблих під час Голодомору 1932—1933 років. Меморіальна дошка жертвам Голодомору була встановлена в Санлісі в 2008 році з нагоди естафети незгасного вогню Голодомору, яка проходила 19 серпня 2008 містами Франції. Дошка розташована на одній з історичних площ міста — площі давньоримських Арен (place des Arènes). Поруч з меморіальною дошкою було посаджено дерево магнолії. До цієї пам'ятної дошки щороку  в рамках офіційних заходів з відзначення річниці Голодомору до пам'ятної дошки покладають квіти представники посольства України, церкви й громади за участю офіційних представників Франції. Починаючи з 2014 року, цього дня також вшановують загиблих під час Революції гідности. 

Навесні 2019 року відбулася перша резиденція Центру Анни Київської, що її модерував Борис Ґудзяк. Проходила вона протягом двох в єпархіальному домі в Парижі, й була присвячена темі незручної історичної спадщини. В ній брали участь Ярослав Грицак, Кшиштоф Чижевський, Володимир Кауфман і Ярик Пешко.

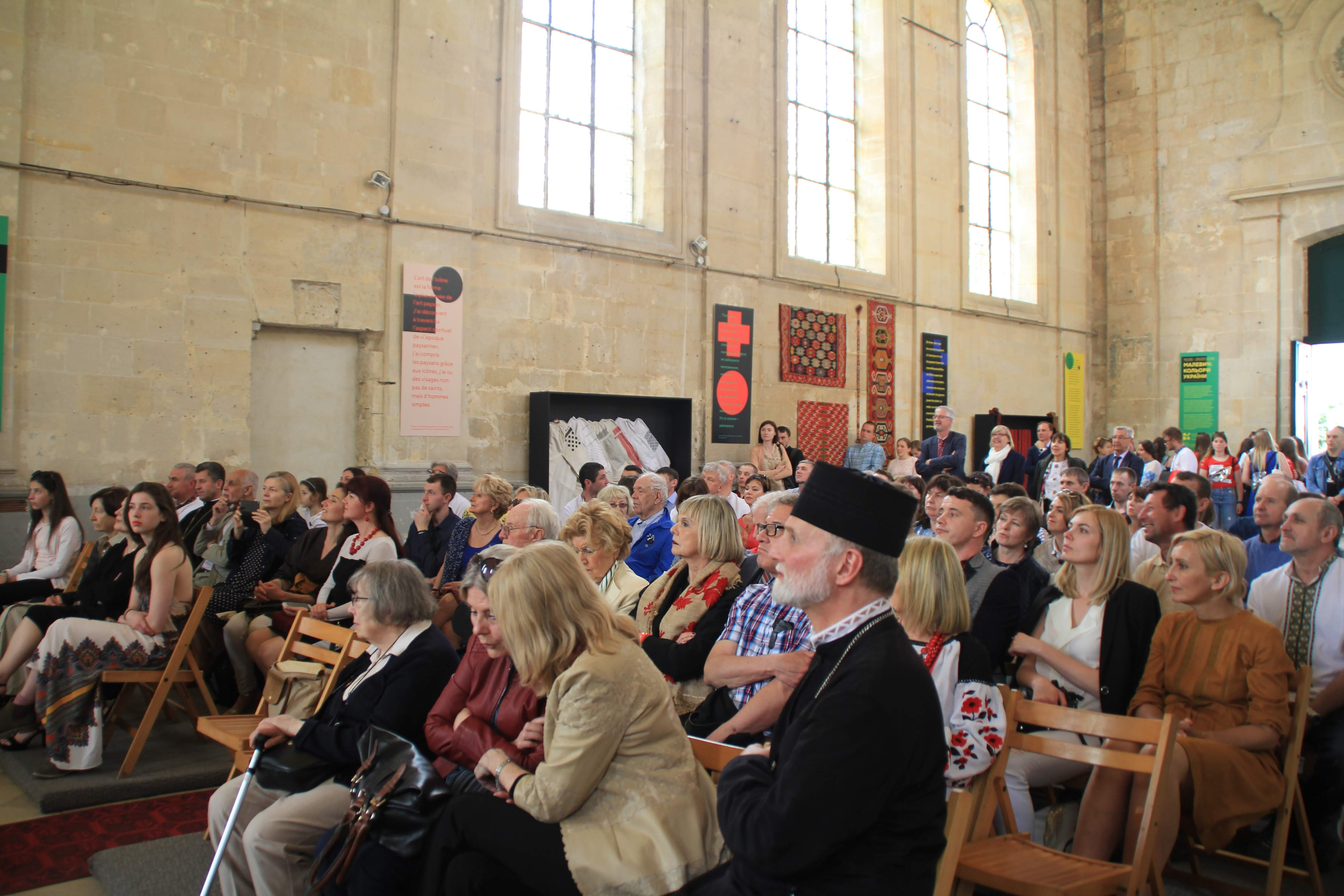
Центр Анни Київської презентація франкомовної книги «Казимир Малевич. Київський період 1928—1930»

У 2018 році УКФ (Український культурний фонд) провів конкурс культурно-мистецьких проєктів, і Центр Анни Київської став одним із його переможців. Співфінансування від УКФ було спрямоване на розбудову Центру. В рамках проєкту було створено віртуальну екскурсію «Стежками Анни Київської». Мініфільм у форматі 360-градусного відео розповідає про історію Анни Київської, постаті, що стала символом спільної історії України та Франції. Зйомки велися у Санлісі (Центр Анни Київської, абатство, засноване королевою Анною) й Києві (собор Святої Софії). Фільм акцентує на досвіді Анни Київської й його вартості для сьогодення, її цінностях, служінню іншим, почуттю обов'язку, що ним Анна Ярославна керувалася в державницькій діяльності.
У будівлі Центру демонстрували свої роботи французький фотохудожник українського походження Юрій Білак і дизайнерка одягу Оксана Караванська. Хором катедри святого Володимира Великого на одному з концертів керував український диригент Кирило Карабиць, перший українець, що став головним диригентом оркестру в Великій Британії. Відбулася зустріч із драматургом і режисером Владом Троїцьким. Серед книг, презентованих у Центрі — перша книжка про Анну Київську французького історика Філіпа Делорма, а також франкомовна версія книжки «Казимир Малевич. Київський період 1928—1930» (в рамках Паризького путівника українського авангарду; у співпраці з українським видавництвом «Родовід»).